# Campionati europei di hockey su pista 2016
I Campionati Europei 2016 sono la 52ª edizione dei campionati europei di hockey su pista.

La manifestazione è disputata in Portogallo a Oliveira de Azeméis dall'11 al 16 luglio 2016.

La competizione è organizzata dalla Comité Européen de Rink-Hockey.

## Città ospitanti e impianti sportivi
| CITTÀ               | IMPIANTO                      | CAPIENZA |
| Oliveira de Azeméis | Pavilhão Dr. Salvador Machado | 2.000    |

## Prima fase

### Girone A

#### Risultati
| Arbitri: | Francisco Garcia Óscar Valverde |

|                                                                                 |           |                                                 |
| Carlo Di Benedetto 5’ (1-0) Carlo Di Benedetto 5’ (2-0) Florent David 37’ (3-1) | Marcatori | 33’ (2-1) Lucas Karshau 39’ (3-2) Lucas Karshau |

| Arbitri: | Roland Eggimann Thomas Ullrich |

|                           |           | |
| Alexander Mount 30’ (1-6) | Marcatori | 2’ (0-1) Federico Ambrosio 12’ (0-2) Federico Ambrosio 17’ (0-3) Francesco Compagno 23’ (0-4) Alessandro Verona 27’ (0-5) Alessandro Verona 27’ (0-6) Giulio Cocco 38’ (1-7) Andrea Malagoli 39’ (1-8) Federico Ambrosio |

| Arbitri: | Paulo Rainha Rui Torres |

|                                                |           |  |
| Florent David 7’ (1-0) Florent David 26’ (2-0) | Marcatori |  |

| Arbitri: | Derek Bell Xavier Jacquart |

|  |           | |
|  | Marcatori | 2’ (0-1) Federico Ambrosio 13’ (0-2) Alessandro Verona 15’ (0-3) Alessandro Verona 18’ (0-4) Federico Ambrosio 19’ (0-5) Giulio Cocco 25’ (0-6) Federico Ambrosio 28’ (0-7) Francesco Compagno 29’ (0-8) Samuel Amato 30’ (0-9) Samuel Amato 38’ (0-10) Marco Pagnini 39’ (0-11) Marco Pagnini |

| Arbitri: | Franco Ferrari Matteo Galoppi |

|                                                                          |           |                        |
| Benjamin Nusch 5’ (1-0) Jorge Fonseca 18’ (2-0) Sérgio Pereira 27’ (3-1) | Marcatori | 26’ (2-1) Owen Stewart |

| Arbitri: | Paulo Rainha Rui Torres |

|                                                           |           |                                                        |
| Carlo Di Benedetto 15’ (1-1) Carlo Di Benedetto 20’ (2-2) | Marcatori | 5’ (0-1) Alessandro Verona 18’ (1-2) Alessandro Verona |

#### Classifica
|    | Squadra     | PT | G | V | N | P | GF | GS | Diff. | Note |
| -- | ----------- | -- | - | - | - | - | -- | -- | ----- | ---- |
| 1. | Italia      | 7  | 3 | 2 | 1 | 0 | 21 | 3  | +18   |      |
| 2. | Francia     | 7  | 3 | 2 | 1 | 0 | 7  | 4  | +3    |      |
| 3. | Germania    | 3  | 3 | 1 | 0 | 2 | 5  | 15 | -10   |      |
| 4. | Inghilterra | 0  | 3 | 0 | 0 | 3 | 2  | 13 | -11   |      |

### Girone B

#### Risultati
| Arbitri: | Paulo Rainha Rui Torres |

|  |           | |
|  | Marcatori | 10’ (0-1) Jordi Bargalló 10’ (0-2) Pau Bargalló 12’ (0-3) Ton Baliu 14’ (0-4) Jordi Bargalló 27’ (0-5) Cristian Rodríguez 27’ (0-6) Jepi Selva 28’ (0-7) Ton Baliu 35’ (0-8) Romà Bancells 36’ (0-9) Jordi Bargalló 38’ (0-10) Romà Bancells 40’ (0-11) Pau Bargalló 40’ (0-12) Jordi Burgaya |

| Arbitri: | Derek Bell Xavier Jacquart |

| |           |  |
| Ricardo Barreiros 3’ (1-0) Ricardo Barreiros 5’ (2-0) Gonçalo Alves 13’ (3-0) Diogo Rafael 14’ (4-0) Josè Costa 19’ (5-0) Diogo Rafael 21’ (6-0) Gonçalo Alves 36’ (7-0) Josè Costa 38’ (8-0) | Marcatori |  |

| Arbitri: | Francisco Garcia Óscar Valverde |

|                         |           | |
| Manuel Pafant 38’ (1-4) | Marcatori | 5’ (0-1) Federico Garcia Mendez 11’ (0-2) Federico Garcia Mendez 13’ (0-3) Gian Rettenmund 18’ (0-4) Pascal Kissling |

| Arbitri: | Franco Ferrari Matteo Galoppi |

| |           |                         |
| Ricardo Barreiros 5’ (1-0) Reinaldo Ventura 10’ (2-1) João Rodrigues 21’ (3-1) Josè Costa 32’ (4-1) Diogo Rafael 35’ (5-1) Gonçalo Alves 38’ (6-1) | Marcatori | 6’ (1-1) Jordi Bargalló |

| Arbitri: | Derek Bell Xavier Jacquart |

| |           |                              |
| Jordi Bargalló 10’ (1-0) Romà Bancells 12’ (2-0) Jordi Bargalló 13’ (3-0) Jordi Bargalló 15’ (4-0) Jepi Selva 16’ (5-0) Ton Baliu 22’ (6-1) Pau Bargalló 35’ (7-1) Cristian Rodríguez 36’ (8-1) | Marcatori | 17’ (5-1) Raphael Rettenmund |

| Arbitri: | Roland Eggimann Thomas Ullrich |

|                       |           | |
| Robin Wolf 37’ (1-12) | Marcatori | 2’ (0-1) Josè Costa 7’ (0-2) Diogo Rafael 8’ (0-3) Gonçalo Alves 10’ (0-4) Reinaldo Ventura 12’ (0-5) João Rodrigues 18’ (0-6) Ricardo Barreiros 19’ (0-7) Reinaldo Ventura 20’ (0-8) João Rodrigues 25’ (0-9) Josè Costa 26’ (0-10) Ricardo Barreiros 27’ (0-11) Gonçalo Alves 31’ (0-12) Josè Costa 39’ (1-13) Gonçalo Alves 40’ (1-14) Gonçalo Alves |

#### Classifica
|    | Squadra    | PT | G | V | N | P | GF | GS | Diff. | Note |
| -- | ---------- | -- | - | - | - | - | -- | -- | ----- | ---- |
| 1. | Portogallo | 9  | 3 | 3 | 0 | 0 | 28 | 2  | +26   |      |
| 2. | Spagna     | 6  | 3 | 2 | 0 | 1 | 21 | 7  | +14   |      |
| 3. | Svizzera   | 3  | 3 | 1 | 0 | 2 | 5  | 17 | -12   |      |
| 4. | Austria    | 0  | 3 | 0 | 0 | 3 | 2  | 30 | -28   |      |

## Fase finale

### Tabellone principale
|  | Quarti di finale | Quarti di finale |            |          | Semifinali      | Semifinali      |  |  | Finale    | Finale |
|  |                  |                  |            |          |                 |                 |  |  |           |        |
|  | 14 luglio        |                  |            |          |                 |                 |  |  |           |        |
|  |                  |                  |            |          |                 |                 |  |  |           |        |
|  | Italia           | 12               |            |          |                 |                 |  |  |           |        |
|  | Italia           | 12               | 15 luglio  |          |                 |                 |  |  |           |        |
|  | Austria          | 1                |            |          |                 |                 |  |  |           |        |
|  | Austria          | 1                | Italia     | 1        |                 |                 |  |  |           |        |
|  | 14 luglio        |                  | Italia     | 1        |                 |                 |  |  |           |        |
|  |                  | Spagna           | 0          |          |                 |                 |  |  |           |        |
|  | Spagna           | Spagna           | 0          | 9        |                 |                 |  |  |           |        |
|  | Spagna           |                  | 16 luglio  | 9        |                 |                 |  |  |           |        |
|  | Germania         | 0                |            |          |                 |                 |  |  |           |        |
|  | Germania         | 0                | Italia     | 2        |                 |                 |  |  |           |        |
|  | 14 luglio        |                  | Italia     | 2        |                 |                 |  |  |           |        |
|  |                  | Portogallo       | 6          |          |                 |                 |  |  |           |        |
|  | Portogallo       | Portogallo       | 6          | 12       |                 |                 |  |  |           |        |
|  | Portogallo       | 15 luglio        |            | 12       |                 |                 |  |  |           |        |
|  | Inghilterra      | 0                |            |          |                 |                 |  |  |           |        |
|  | Inghilterra      | 0                | Portogallo | 8        | Finale 3º posto | Finale 3º posto |  |  |           |        |
|  | 14 luglio        |                  | Portogallo | 8        | Finale 3º posto | Finale 3º posto |  |  |           |        |
|  |                  | Svizzera         | 0          |          |                 |                 |  |  |           |        |
|  | Francia          | Svizzera         | 0          | 1        | Spagna          | 7               |  |  |           |        |
|  | Francia          |                  |            | 1        | Spagna          | 7               |  |  |           |        |
|  | Svizzera         | 6                |            | Svizzera | 1               |                 |  |  |           |        |
|  | Svizzera         | 6                |            |          | 1               |                 |  |  |           |        |
|  |                  |                  |            |          |                 |                 |  |  | 16 luglio |        |
|  |                  |                  |            |          |                 |                 |  |  |           |        |

### Risultati

#### Quarti di finale
| Arbitri: | Franco Ferrari Matteo Galoppi |

|                              |           | |
| Bruno Di Benedetto 38’ (1-4) | Marcatori | 4’ (0-1) Pascal Kissling 8’ (0-2) Dominic Wirth 11’ (0-3) Gaël Jimenez 14’ (0-4) Pascal Kissling 39’ (1-5) Pascal Kissling 40’ (1-6) Pascal Kissling |

| Arbitri: | Roland Eggimann Thomas Ullrich |

| |           |                       |
| Andrea Malagoli 2’ (1-0) Giulio Cocco 4’ (2-0) Andrea Malagoli 4’ (3-0) Francesco Compagno 6’ (4-0) Marco Pagnini 12’ (5-1) Francesco Compagno 17’ (6-1) Francesco Compagno 22’ (7-1) Marco Pagnini 25’ (8-1) Federico Ambrosio 29’ (9-1) Andrea Malagoli 32’ (10-1) Domenico Illuzzi 33’ (11-1) Domenico Illuzzi 35’ (12-1) | Marcatori | 8’ (4-1) David Hubner |

| Arbitri: | Derek Bell Xavier Jacquart |

| |           |  |
| Pau Bargalló 3’ (1-0) Ton Baliu 8’ (2-0) Cristian Rodríguez 9’ (3-0) Cristian Rodríguez 11’ (4-0) Pau Bargalló 13’ (5-0) Jepi Selva 14’ (6-0) Jepi Selva 15’ (7-0) Cristian Rodríguez 32’ (8-0) Pau Bargalló 39’ (9-0) | Marcatori |  |

| Arbitri: | Francisco Garcia Óscar Valverde |

| |           |  |
| João Rodrigues 6’ (1-0) Ricardo Barreiros 7’ (2-0) Ricardo Barreiros 7’ (3-0) Ricardo Barreiros 8’ (4-0) João Rodrigues 8’ (5-0) João Rodrigues 10’ (6-0) Josè Costa 17’ (7-0) Gonçalo Alves 18’ (8-0) João Rodrigues 21’ (9-0) Diogo Rafael 25’ (10-0) João Rodrigues 30’ (11-0) Reinaldo Ventura 30’ (12-0) | Marcatori |  |

#### Semifinali 5º - 8º posto
| Arbitri: | Franco Ferrari Matteo Galoppi |

|  |           | |
|  | Marcatori | 17’ (0-1) Kevin Karschau 23’ (0-2) Sérgio Pereira 27’ (0-3) Sérgio Pereira 29’ (0-4) Kai Milewski 35’ (0-5) Lucas Karshau 38’ (0-6) Lucas Karshau 38’ (0-7) Kevin Karschau 39’ (0-8) Benjamin Nusch 40’ (0-9) Kevin Karschau |

| Arbitri: | Roland Eggimann Thomas Ullrich |

| |           |                                                     |
| Carlo Di Benedetto 29’ (1-1) Carlo Di Benedetto 33’ (2-1) Florent David 34’ (3-1) Florent David 35’ (4-2) Carlo Di Benedetto 37’ (5-2) | Marcatori | 11’ (0-1) Alexander Mount 35’ (3-2) Alexander Mount |

#### Semifinali 1º - 4º posto
| Arbitri: | Paulo Rainha Rui Torres |

|                            |           |  |
| Federico Ambrosio 5’ (1-0) | Marcatori |  |

| Arbitri: | Francisco Garcia Óscar Valverde |

| |           |  |
| João Rodrigues 4’ (1-0) João Rodrigues 10’ (2-0) Gonçalo Alves 16’ (3-0) Reinaldo Ventura 24’ (4-0) João Rodrigues 26’ (5-0) Ricardo Barreiros 28’ (6-0) João Rodrigues 29’ (7-0) Gonçalo Alves 35’ (8-0) | Marcatori |  |

#### Finale 7º - 8º posto
| Arbitri: | Roland Eggimann Thomas Ullrich |

|                         |           | |
| Manuel Pafant 23’ (1-2) | Marcatori | 3’ (0-1) Alexander Mount 8’ (0-2) Owen Stewart 27’ (1-3) Brendan Barker 32’ (1-4) Brendan Barker 32’ (1-5) Brendan Barker 34’ (1-6) Brendan Barker |

#### Finale 5º - 6º posto
| Arbitri: | Franco Ferrari Matteo Galoppi |

|                                                                         |                      |                                                               |
| Kevin Karshau 25’ (1-1)                                                 | Marcatori            | 23’ (0-1) Roberto Di Benedetto                                |
| Kevin Karshau Maximilian Hack Kai Milewski Lucas Karshau Sérgio Pereira | Tiri di rigore 1 – 2 | Rémi Herman Bruno Di Benedetto Omar Nedder Carlo Di Benedetto |

#### Finale 3º - 4º posto
| Arbitri: | Paulo Rainha Rui Torres |

| |           |                           |
| Eloi Mitjans 10’ (1-0) Jordi Bargalló 20’ (2-1) Cristian Rodríguez 23’ (3-1) Romà Bancells 24’ (4-1) Jordi Burgaya 26’ (5-1) Eloi Mitjans 31’ (6-1) Ton Baliu 31’ (7-1) | Marcatori | 16’ (1-1) Pascal Kissling |

#### Finale 1º - 2º posto
| Arbitri: | Francisco Garcia Óscar Valverde |

|                                                       |           | |
| Federico Ambrosio 3’ (1-0) Federico Ambrosio 4’ (2-0) | Marcatori | 22’ (2-1) Diogo Rafael 32’ (2-2) Diogo Rafael 34’ (2-3) Reinaldo Ventura 34’ (2-4) Josè Costa 38’ (2-5) João Rodrigues 38’ (2-6) Hélder Nunes |

## Classifica finale
|    | Squadra     | G | V | N | P | GF | GS | Diff. | Note |
| -- | ----------- | - | - | - | - | -- | -- | ----- | ---- |
| 1. | Portogallo  | 6 | 6 | 0 | 0 | 54 | 4  | +50   |      |
| 2. | Italia      | 6 | 4 | 1 | 1 | 36 | 10 | +26   |      |
| 3. | Spagna      | 6 | 4 | 0 | 2 | 37 | 9  | +28   |      |
| 4. | Svizzera    | 6 | 2 | 0 | 3 | 12 | 33 | -21   |      |
| 5. | Francia     | 6 | 3 | 2 | 1 | 14 | 13 | +1    |      |
| 6. | Germania    | 6 | 2 | 1 | 3 | 15 | 25 | -10   |      |
| 7. | Inghilterra | 6 | 1 | 0 | 5 | 10 | 31 | -21   |      |
| 8. | Austria     | 6 | 0 | 0 | 6 | 4  | 57 | -53   |      |

## Campioni
| Campione d'Europa 2016 |
| ---------------------- |
| Portogallo 21º titolo  |